# Sena Madureira
Sena Madureira es un municipio de Brasil, en el centro del estado de Acre.Su población es de 33.614 habitantes y su superficie de 25.278 km² (1,32 h/km²).

## Geografía física
Está situada a cerca de 145 km de la capital del estado do Acre. Tiene un área de 25 296,70 km², que equivale al 16,62% del área total del estado.
Limita al norte con el Amazonas al sur con el municipio de Assis Brasil,al este con los municipios de Bujari, Rio Branco, Xapuri y Brasiléia, al oeste con el municipio de Manoel Urbano y al sudoeste con Perú.

## Demografía
Su población en 2009 era de 36 166 habitantes, de los cuales, el 62,39% viven en la zona urbana y el 37,61% en la zona rural. Su densidad es de 1,43 hab/km².

## Economía
La economía está basada en la agricultura y la ganadería, los verdaderos motores de la economía municipal. La explotación forestal, de la nuez de Brasil y el caucho siguen siendo importantes fuentes de ingreso, aunque no al mismo nivel que antaño. La aceleración económica proviene de los funcionarios públicos, del comercio y de las pequeñas industrias, sectores que están actualmente en crecimiento.
|  | 56,9 |

|  | 33,9 |

|  | 9,2 |

|  | 56,9 |

|  | 33,9 |

|  | 9,2 |